# 尤利安·席貝爾
尤利安·席貝爾（德語：Julian Schieber；1989年2月13日—）是一位德國足球運動員,場上司职前锋，現在效力於德甲球隊奥格斯堡。他之前曾效力過多特蒙德和柏林赫塔。

## 俱樂部生涯

### 奧格斯堡
2019/20賽季，由於受傷，尤利安在德甲聯賽中僅兩次出場。在2020/21賽季之前，尤利安被主教練海科·赫爾里希撤出了球隊名單。從那時起，他開始在巴伐利亞足球地區聯賽的奧格斯堡二隊訓練。

## 外部連結
- Soccerway資料庫：尤利安·席貝爾